# Бриджес, Руби
Руби Нелл Бриджес Холл (англ. Ruby Nell Bridges Hall; род. 8 сентября 1954, Тайлертаун, Миссисипи) — первый афроамериканский ребёнок, посещавший школу для белых в южных штатах Соединённых Штатов Америки. Она училась в Начальной школе Уильяма Франца по адресу 3811 N Галвес-стрит, Новый Орлеан, Луизиана 70117.

## История

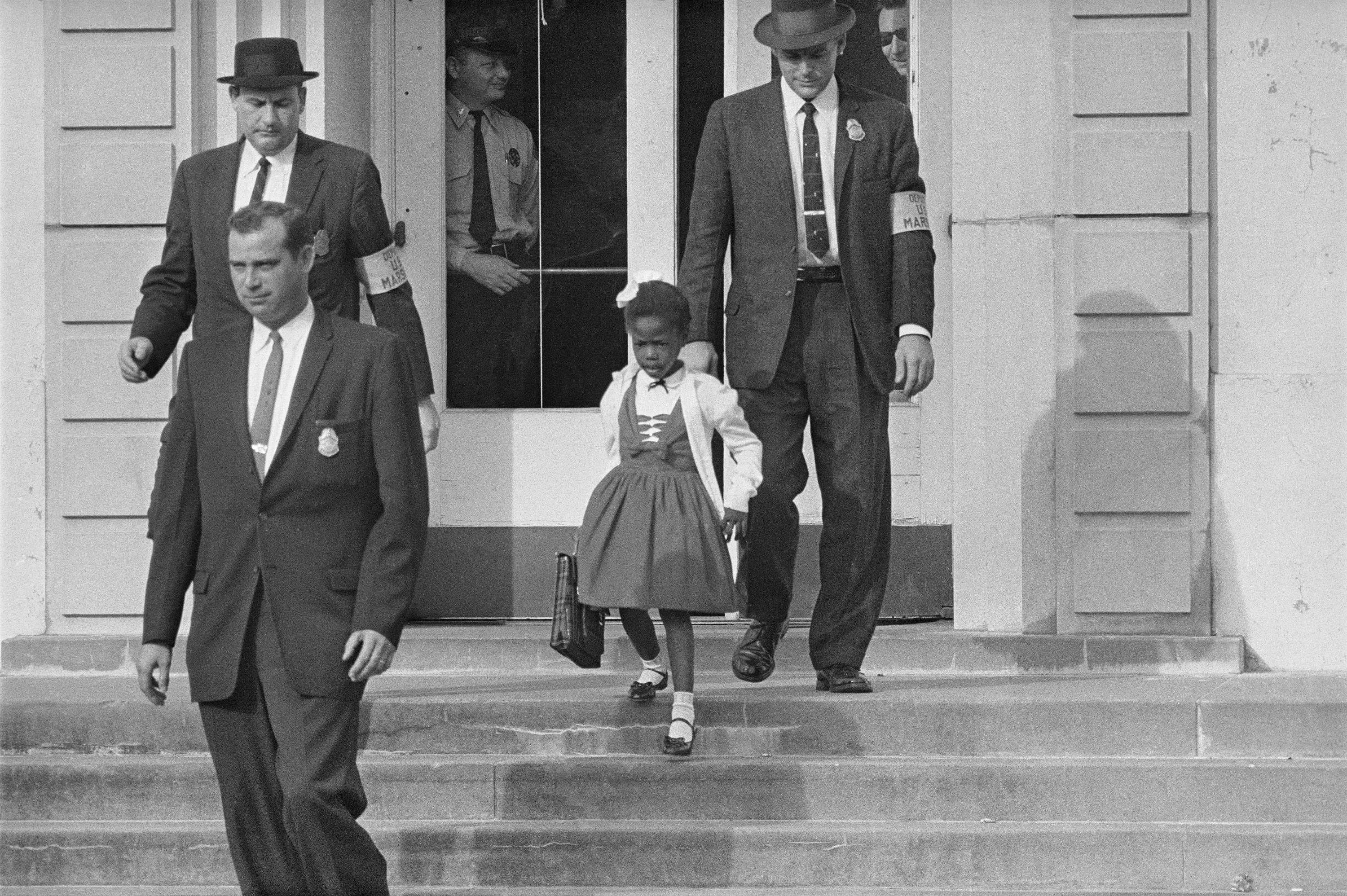
Руби Бриджес направляется в школу в сопровождении федеральных маршалов

Руби с родителями переехала в Луизиану, когда ей было 4 года. В 1960 году, когда ей было 6 лет, её родители ответили на приглашение Национальной ассоциации содействия прогрессу цветного населения (NAACP) и записали её в добровольные участники интеграции в школьную систему Нового Орлеана.
Весной 1960 года Руби прошла тесты, по которым должны были определить учеников, которые первыми примут участие в программе. Было отобрано шестеро, но двое решили остаться в своей старой школе, а трое переехали в Макдонаф (Mcdonough). Руби оказалась единственной, зачисленной в школу Уильяма Франца. Её отец сначала не хотел, чтобы Руби участвовала в программе, но мать настояла, так как сочла, что этот шаг был необходим не только для того, чтобы дать дочери лучшее образование, но и чтобы «сделать этот шаг вперёд… для всех афроамериканских детей» .
Первый учебный день, 14 ноября 1960 года, был запечатлён на картине Проблема, с которой все мы живём. Сама Руби говорила, что когда при подъезде к школе увидела толпу, она сначала решила, что это — новоорлеанский Марди Гра. Их было много, они бросались вещами и кричали; так обычно и бывает на этом празднике. Бывший заместитель маршала США Карл Беркс позже вспоминал: «Она проявила большое мужество. Она никогда не плакала, не хныкала. Она просто шла, как маленький солдат, и мы все очень гордимся ею».
После зачисления Руби в школу родители других учеников стали забирать своих детей из школы, а учителя отказывались идти в класс. Из Бостона пригласили на работу Барбару Генри (Barbara Henry), которая год учила Руби так, будто учила весь класс. Первый день Руби и её взрослые товарищи из-за хаоса в школе провели в кабинете директора. Каждый день, когда Руби шла в школу, одна женщина грозилась отравить её; из-за этого приставленные к Руби федеральные маршалы США, которых направил для её охраны президент США Дуайт Эйзенхауэр, позволяли ей есть только взятую из дома еду. Другая женщина клала чёрную куклу в гроб и устраивала протесты около школы — по словам Руби, это было более страшно, чем всё то, что ей обычно кричали. По совету матери, Руби для защиты от того, что ей кричали, каждый день молилась по дороге в школу.
Детский психиатр Роберт Кольс (Robert Coles) добровольно консультировал Руби в первые её годы в школе. Он еженедельно приходил к ней домой, а позже написал книгу The Story of Ruby Bridges, чтобы познакомить других детей с её историей.
Семья Руби пострадала из-за решения отправить её в школу для белых: отец потерял работу, бабушки и дедушки, бывшие дольщиками земли в Миссисипи, лишились её. Однако и чёрное, и белое сообщество разнообразно поддерживало её: некоторые белые семьи продолжали отправлять своих детей в эту школу, несмотря на протесты, сосед дал её отцу новую работу, а местные жители оберегали и охраняли её дом, и сопровождали её по дороге в школу.

## Взрослая жизнь
Руби Бриджес, теперь Руби Бриджес Холл, до сих пор живёт в Новом Орлеане. 15 лет она работала в качестве турагента, а позже посвятила себя воспитанию своих четверых сыновей. Она является председателем Фонда Руби Бриджес, который она основала в 1999 году для содействия «таким ценностям, как терпимость, уважение и признание всех различий». Её родители развелись. Говоря о миссии группы, она говорит, что «расизм — взрослая болезнь, и мы должны прекратить использовать наших детей для его распространения».
Руби — родитель-доброволец три дня в неделю; после выхода книги Кольса с ней стали часто общаться журналисты, и это помогло найти ей свою учительницу. Теперь они ведут совместную деятельность в рамках Фонда.
Лори Маккенна написала о Руби песню «Ruby’s Shoes»; был выпущен документальный фильм о жизни Руби в школьные годы. 8 января 2001 года Билл Клинтон наградил Руби медалью Presidential Citizens Medal. В ноябре 2006 года она была награждена Anti-Defamation League’s Concert Against Hate. В октябре 2006 года организация Alameda Unified School District назвала её именем новую начальную школу. В 2007 году Детский музей Индианаполиса открыл экспозицию, рассказывающую о её жизни.
Как и многие другие жители этой местности, Руби потеряла свой дом во время наводнения, случившегося из-за урагана Катрина.
В 2010 году Руби провела юбилейную встречу с Пэм Форман Тестройт (Pam Foreman Testroet), первым белым ребёнком, которая в возрасте 5 лет нарушила бойкот на посещение школы после прихода туда Руби.
В 2011 году Руби посетила Епископальную школу Св. Павла в калифорнийском Окленде; её визит был приурочен к открытию монумента «Remember Them» («Запомните их») Марио Чиодо (Mario Chiodo), в котором есть и скульптура молодой Руби.

## Документальное кино
- Фильм Диснея «Ruby Bridges: A Real American Hero», The Wonderful World of Disney, 1998